# Bene Maldonado
Bene Nascimento Maldonado, mais conhecido como Bene Maldonado (São Gonçalo, 11 de dezembro de 1976) é um multi-instrumentista, produtor musical, engenheiro de áudio, arranjador e compositor brasileiro, mais conhecido como o guitarrista da banda de rock cristão Fruto Sagrado.
Como engenheiro de som e mixagem, trabalhou em colaboração com vários produtores evangélicos, como Ronald Fonseca, Jairinho Manhães e Kleyton Martins. Como músico instrumentista, trabalhou em vários discos do Toque no Altar e Trazendo a Arca, incluindo Olha pra Mim (2006), o qual ficou responsável pelas guitarras, violões e mixagem.
É filho do violonista e produtor musical Ernani Maldonado.

## Biografia
Bene Maldonado ingressou no Fruto Sagrado, em 1993, após a saída do músico Paulo de Barcelos. Com a banda, gravou o disco O que a Gente Faz Fala Muito Mais do que só Falar, lançado em 1995. O estúdio Maldonado, que era administrado por seu pai, estava tendo um grande movimento. Por isso, Bene precisou deixar o grupo para administrá-lo. No lugar pôs um aluno seu de guitarra, Leonardo Cordeiro, que ficou até o ano 1999, quando este foi trabalhar com o cantor Kleber Lucas.
Bene voltou ao Fruto Sagrado, onde produziu, compôs e gravou os álbuns O Segredo, O que na Verdade Somos e Distorção. Em 2006 atuou como guitarrista e violinista no álbum Olha pra Mim do Toque no Altar, também trabalhando na mixagem.
Apesar de não ser da formação original, atualmente é o integrante mais antigo do Fruto Sagrado.

## Discografia[7]
Com o Fruto Sagrado
- 1995: O que a Gente Faz Fala Muito Mais do que só Falar
- 2000: O Segredo
- 2003: O que na Verdade Somos
- 2005: Distorção
- 2010: 20 Anos
- 2012: Universo Particular

Como músico convidado, produtor musical, engenheiro de som ou técnico de mixagem
- 1995: Momentos Vol.1 - Marina de Oliveira
- 1995: Momentos Vol.2 - Marina de Oliveira
- 1996: Sem Palavras - Cassiane
- 1997: Dê Carinho - Cristina Mel
- 2001: Tudo Que Sou - Pamela
- 2002: Levanta-te - Álvaro Tito
- 2002: Sempre Fiel - Rose Nascimento
- 2003: Toque no Altar - Toque no Altar
- 2004: Pérola - Elaine de Jesus (guitarra drive)
- 2004: Lugar Imaginado - Arnaldo Lazuli (mixagem)
- 2005: Sementes da Fé - Cassiane
- 2005: Para Chamar Tua Atenção - Unção de Deus
- 2006: Olha pra Mim - Toque no Altar (guitarra, violão, mixagem)
- 2006: Um Chamado - Quatro por Um
- 2007: Dá-me Almas - Chris Durán
- 2008: Por Toda Parte - Nádia Santolli
- 2011: O Ensaio da Ação - Kletos
- 2012: Na Casa dos Profetas - Trazendo a Arca (captação de guitarra)
- 2013: Bicho Grilo - Vanjor
- 2015: Ele Me Amou - Mônica Vieira (guitarra, mixagem e masterização)
- 2015: Deixa o Céu Descer - Quatro por Um
- 2015: Habito no Abrigo - Trazendo a Arca (mixagem)
- 2015: Sempre ao Meu Lado - Nova Igreja Music
- 2016: Meu Coração É Teu Altar - Shirley Carvalhaes
- 2016: Somos Um - Dilson e Débora
- 2016: Pela Fé - Kleber Lucas[8] (guitarra em "Justiça Generosa", mixagem)
- 2016: Perto de Ti - Graciele Farias (mixagem e masterização)
- 2016: Abra a Sua Boca e Profetiza - Marcus Salles
- 2016: Grato - Klev (mixagem)
- 2017: Deus de Novos Começos - Rafael Bitencourt[9] (mixagem e masterização)
- 2017: Incomparável - Bruna Karla[9] (engenharia de som, gravação e mixagem)